# 世界ビックリショー
世界ビックリショーとは、2003年4月5日から9月27日まで福島放送で毎週土曜日深夜に放送していたでんきくらげとしびれふぐ内で放送されていた企画である。
放送回数は28回と最多登場の名物コーナーとなっていた。

## 内容
- 挑戦者は恐らく何も知らされずに会場へ連れてこられ、突然ある食べ物を見せられる。
- 隣にいる司会者が声高に「この人は、なんとこれを10秒で食べられるという特技を持っています。ではやってもらいましょう、どうぞ!!」と言い放つ。同時に、横にいるアシスタントが勝手に10秒間を計測し始める。
- 挑戦者は訳が分からないままとりあえず食べ始めるが、アシスタントが「終了です」と時間切れを告げる。すかさず司会者は「また来週ー！」と手を振る。

常に、挑戦者は次回の司会者となる。アシスタントは毎回同じ（松本あいこ）。1回だけアシスタントが司会をした回がある。また、動物を挑戦者にした回もあり、どうやって司会をさせるのか注目が集まったが翌週は司会者逃亡で休み。その次の週でアシスタントが動物の入ったケージを持ちながら司会を代行した。2004年に放送した特番内の第28回では、第1回の挑戦者が前回と同じ「10杯の牛乳」に挑んだが1杯しか飲めずリベンジはできなかった。
会場は、最初は公園だったが中盤になると室内が多くなり、ドアを開けて入ってくるところに待ち構えているパターンが定着した。まるさ食堂の店主は、出前を運んできてビックリショーに捕まった回で人気が爆発。この回でアシスタントは笑いをこらえきれずに噴き出し、後に懺悔の小部屋で説教された。まるさ食堂の店主や女将を実際に一目見ようと、県内各地からこの定食屋にわざわざ訪れる人も少なくないという。

## 今までの挑戦
- 第1回　10杯の牛乳
- 第2回　10個の大福
- 第3回　10個のロールパン
- 第4回　1房のバナナ
- 第4回　10個のどらやき

（第4回では2回連続）
- 第5回　3本の太巻き
- 第6回　1斤の食パン
- 第7回　2ℓのコーラ
- 第8回　山盛りのかき氷
- 第9回　10個のカリカリした梅
- 第10回　ジョッキ1杯の青汁（でんくら青汁）
- 第11回　特大のカップやきそば（でんくらソースやきそば）
- 第12回　10個のまんじゅう
- 第13回　1本のアスパラ（挑戦者はプレーリードッグ）
- 第14回　司会者逃亡の為、お休み
- 第15回　10杯の水
- 第16回　3本のきゅうり
- 第17回　3個のプリン（でんくらプチンプリン）
- 第18回　あつあつのおでん
- 第19回　山盛りのざるそば
- 第20回　1杯の淹れたてコーヒー
- 第21回　1丁の豆腐（でんくら木綿豆腐）
- 第22回　1塊のこんにゃく
- 第23回　最終回の為、お休み
- 第24回　アツアツの焼きイモ
- 第25回　どんぶり1杯の白飯
- 第26回　山盛りごはんにふりかけ（でんくらごましお）
- 第27回　3個のみかん
- 第28回　10杯の牛乳